# Salleri
Salleri é uma cidade do Nepal.